# مارت ليدر
مارت ليدر (بالهولندية: Mart Lieder) (ولد في 1 مايو 1990) هو لاعب كرة قدم هولندي يلعب مهاجماً.

## روابط خارجية
- مارت ليدر على موقع قاعدة بيانات كرة القدم.إي يو (الإنجليزية)
- مارت ليدر على موقع Soccerway.com (الإنجليزية)